# Фринџ
Фринџ (енгл. Fringe) је америчка научнофантастична телевизијска серија коју су креирали Џеј-Џеј Ејбрамс, Алекс Курцман и Роберто Орси. Премијерно је приказана на Фоксу 9. септембра 2008. године, а завршена је 18. јануара 2013. године, након пет сезона и 100 епизода. Серија прати Оливију Данам (Ана Торв), Питера Бишопа (Џошуа Џексон) и Волтера Бишопа (Џон Нобл), чланове фиктивне Фринџ дивизије Федералног истражног бироа, са седиштем у Бостону, Масачусетс. Тим користи граничну (фринџ) науку и ФБИ истражне технике како би истражио низ необјашњивих, често ужасних појава, које се односе на мистерије које окружују паралелни универзум.
Серија је описана као хибрид фантазије, процедуралних драма и серија, под утицајем филмова као што су Корени привиђења и телевизијских серија као што су Изгубљени, Досије икс и Зона сумрака. Серија је почела као традиционална серија у којој је свака епизода представљала по једног зликовца и постала је више серијализована у каснијим сезонама. Већина епизода садржи самосталну причу, а неколико других такође истражује свеобухватну митологију серије.
Критички пријем је био на први поглед млак, али је постао повољнији након прве сезоне, када је серија почела да истражује своју митологију, укључујући паралелне универзуме и алтернативне временске линије. Серија је, заједно са глумцима и екипом, номинована за многе велике награде. Упркос ниској оцени, серија се развила у култни приступ. Такође је произвела две серије стрипова са шест делова, алтернативну игру стварности и три романа.

## Радња
Радња серије прати рад Фринџ дивизије, удружене федералне радне снаге, подржане првенствено од Федералног истражног бироа, коју чине агент Оливија Данам, др Волтер Бишоп, архетипски луди научник и Питер Бишоп, Волтеров отуђени свестрани син. Њих подржавају Филип Бројлс, директор Фринџ дивизије и агент Астрид Фернсворт, која помаже Волтеру у лабораторијским истраживањима. Фринџ дивизија истражује случајеве који се односе на граничну науку, у распону од трансхуманистичких експеримената који су пропали до изгледа деструктивне технолошке сингуларности до могућег судара два паралелна универзума. Рад Фринџ дивизије често се сече са напредном биотехнологијом коју је развила компанија под именом Масив Дајнемик (Massive Dynamic), коју је основао Волтеров бивши партнер, др Вилијам Бел (Ленард Нимој), а коју је водила њихова заједничка пријатељица, Нина Шарп. Тим тихо посматра група ћелавих, бледих мушкараца који се зову „Посматрачи” („Observers”).

## Главне улоге
- Ана Торв као Оливија Данам: агент Федералног истражног бироа (ФБИ) задужен да истражи ширење необјашњивих феномена. Касније открива да је била подвргнута тесту као дете у експерименту који је водио Валтер за ноотропни лек Cortexiphan, који јој је дао необичне способности. Торвова такође игра Оливијиног пандана у паралелном универзуму, названог по ликовима примарног универзума као „Фоксливија” (Лажна Оливија), као и Вилијама Бела.
- Џошуа Џексон као Питер Бишоп: свестрани човек којег је Оливија довела као цивилног консултанта како би радио са својим отуђеним оцем, Валтером. Питер је заправо „Волтернатов” син из паралелног универзума, којег је Волтер отео убрзо након што је његов син из примарног универзума умро у детињству.
- Џон Нобл као др Волтер Бишоп: бивши владин истраживач у области граничне науке којег сматрају лудим научником и институционализован је након лабораторијске несреће у којој је убијен његов помоћник. Нобл такође глуми Волтера из паралелног универзума, „Волтерната”, који је пандан на лик у примарног универзуму. Волтернат је дошао до позиције Министра одбране САД и покренуо је рат против примарног универзума након што је његов син Питер отет.
- Ленс Редик као Филип Бројлс: агент који води Фринџ дивизију. Редик такође глуми алтернативног Бројсла, који се саосећа са Оливијом и жртвује током треће сезоне како би јој омогућио да побегне из паралелног универзума.
- Џесика Никол као Астрид Фернсворт: ФБИ агент и Оливијин и Волтеров асистент. Никол такође глуми Астрид из паралелног универзума, која има симптоме сличне Аспергеровом синдрому, као почаст Николиној сестри која пати од овог поремећаја.[2]
- Блер Браун као Нина Шарп: главни оперативни директор Масив Дајнемик, водеће фирме у истраживању науке и технологије и дугогодишњи пријатељ Волтера и Вилијама. Она такође игра свог двојника у паралелном универзуму, унутар алтернативне временске линије 4. сезоне као агент за планове Дејвида Роберта Џоунса.
- Кирк Асеведи као Чарли Френсис: старији агент ФБИ-а, Оливијин колега и близак пријатељ и другокомандујући Фринџ дивизије пре његове смрти. Иако је Чарли убијен почетком друге сезоне, Асеведи је поново имао улогу Чарлија у алтернативном универзуму.
- Марк Вели као Џон Скот: Оливијин бивши партнер у ФБИ и тајни љубавник, чија смрт у првој епизоди наводи Оливију да се придружи Фринџ дивизији.
- Сет Гејбл као Линколн Ли: агент у Фринџ дивизији паралелног универзума. Верзија Линколна у примарном универзуму, коју је такође играо Гејбл, представљена је у епизоди „Stowaway” као специјални агент стациониран у згради ФБИ-а у Хартфорду, Конектикат, а касније се придружио Фринџ дивизији у сезони 4.[3][4]